# Roger Duarte de Oliveira
Roger Duarte de Oliveira (Belo Horizonte, 11 gennaio 1995) è un calciatore brasiliano, difensore svincolato.

## Caratteristiche tecniche
È un difensore centrale.

## Carriera
Cresciuto nel settore giovanile dell'América-MG, ha esordito in prima squadra il 28 maggio 2016 in occasione del match di Série A perso 1-0 contro il Cruzeiro.